# Kanton Bourg-de-Visa
Der Kanton Bourg-de-Visa war bis 2015 ein französischer Kanton im Arrondissement Castelsarrasin, im Département Tarn-et-Garonne und in der Region Midi-Pyrénées. Der Hauptort war Bourg-de-Visa. Vertreter im Generalrat des Départements war zuletzt von 2008 bis 2015 Alain Lacombe (DVG).

## Gemeinden
Der Kanton bestand aus sieben Gemeinden:
| Gemeinde                   | Einwohner Jahr | Fläche km² | Bevölkerungsdichte | Code INSEE | Postleitzahl |
| -------------------------- | -------------- | ---------- | ------------------ | ---------- | ------------ |
| Bourg-de-Visa              | 391 (2013)     | 14,41      | 27 Einw./km²       | 82022      | 82190        |
| Brassac                    | 255 (2013)     | 20,37      | 13 Einw./km²       | 82024      | 82190        |
| Fauroux                    | 234 (2013)     | 13,12      | 18 Einw./km²       | 82060      | 82190        |
| Lacour                     | 185 (2013)     | 14,33      | 13 Einw./km²       | 82084      | 82190        |
| Miramont-de-Quercy         | 340 (2013)     | 14,9       | 23 Einw./km²       | 82111      | 82190        |
| Saint-Nazaire-de-Valentane | 344 (2013)     | 17,44      | 20 Einw./km²       | 82168      | 82190        |
| Touffailles                | 372 (2013)     | 24,34      | 15 Einw./km²       | 82182      | 82190        |